# Caylian Curtis
Pour les articles homonymes, voir Stankova.
Caylian Curtis, née Kateřina Staňková le 12 août 1981, est une modèle de charme et actrice pornographique tchèque. Elle est connue aussi sous les noms de Kathy Lee, Kathy Birch et Kathy.

## Biographie
D'abord mannequin de mode puis modèle de charme (elle fut la playmate du Playboy de l'édition tchèque). Au départ réticente, elle accepte finalement d'être dans sa nouvelle production Xcalibur qu'il réalise en août 2006. C'est une grande production, remake du film Excalibur, doté d'un budget de 800 000 €, avec une distribution exceptionnelle de 40 actrices, 35 acteurs et 250 figurants, une première dans le monde du porno. En septembre, Pierre Woodman prend sous contrat Katerina Stancova qu'il rebaptise Caylian Curtis, pour la somme de 300 000 euros sur trois ans. Le salon Venus fair 2006 de Berlin, fut l'occasion de la voir sur le stand Woodman Entertainment où, accompagnée des huit plus belles filles du film Xcalibur, elle a signé ses premiers autographes de star du X. Après la triple série d'Xcalibur, elle tourne son premier film, Amazonian Dreams.